# Fernando Silvestri
Fernando Silvestri (Roma, 1º ottobre 1896 – Roma, 27 febbraio 1959) è stato un generale e aviatore italiano.
Ufficiale d'artiglieria del Regio Esercito, combatté durante la prima guerra mondiale nel corso della quale divenne Osservatore d'aeroplano. Al termine del conflitto transitò nelle neocostituita Regia Aeronautica ricoprendo vari incarichi. All'atto dell'entrata in guerra dell'Italia, il 10 giugno 1940, ricopriva l'incarico di comandante del settore est dell'Aeronautica della Libia. Tra il febbraio 1941 e il giugno 1942 ricoprì l'incarico di Capo di stato maggiore della 5ª Squadra aerea.

## Biografia
Nacque a Roma il 1º ottobre 1896, e nel gennaio 1915 entrò volontario nel Regio Esercito, assegnato in qualità di Allievo Ufficiale al 13º Reggimento artiglieria da campagna. 
Promosso sottotenente di complemento nel giugno successivo, fu aggregato al 23º Reggimento artiglieria da campagna per il servizio di prima nomina. In quello stesso anno, dopo aver frequentato il corso teorico di artiglieria pesante presso la Scuola di Applicazione di Torino, fu inviato al fronte in forza al 1º Reggimento artiglieria pesante campale, dove rimase fino al novembre del 1916. 
In quella data divenne Allievo Osservatore presso la 45ª Squadriglia aeroplani che operava in zona di guerra, volando a bordo di apparecchi Farman 14 e Savoia-Pomilio SP.2. Nel luglio 1917, ottenuto il brevetto di Osservatore d'aeroplano e la promozione a tenente, partecipò ad un combattimento aereo su Dolganiva, dove il suo apparecchio fu abbattuto ed egli rimase ferito. Per questa azione gli fu conferita la Medaglia d'argento al valor militare. Dopo essere guarito rientrò in servizio presso il Deposito Aviatori di Torino, ma pochi giorni dopo si imbarcò a Siracusa per raggiungere la Tripolitania, dove arrivò il 28 ottobre 1917 per prestare servizio presso la 12ª Squadriglia Caproni di stanza a Tripoli.
Nell'aprile 1922 fu trasferito definitivamente all'Arma Aeronautica, entrando in forza al 3º Raggruppamento Aeroplani, ma nell'ottobre 1923 cessò di appartenere al Regio Esercito entrando definitivamente in servizio, con il grado di tenente, presso il Corpo di Stato maggiore generale della neocostituita Regia Aeronautica. Nel maggio 1924 assunse il comando del 20º Stormo da ricognizione, e nell'aprile del 1925 fu promosso comandante di squadriglia che, dopo la riorganizzazione interna della Regia Aeronautica, si trasformerà nel grado di capitano a.a.r.c., venendo insignito nel dicembre dello stesso anno della Croce di Cavaliere dell'Ordine della Corona d'Italia. Nel giugno 1926 ottenne l'abilitazione al pilotaggio del velivolo Ansaldo A.300/4, assumendo nell'ottobre successivo il Comando della 3ª Zona Aerea Territoriale (Z.A.T.) che mantenne fino al febbraio 1928. In quella data rientrò in servizio presso l'Ufficio di Stato maggiore della Regia Aeronautica, ma nel maggio 1930 riassunse il comando del 20º Stormo con il grado di maggiore, venendo promosso tenente colonnello nel marzo 1932. Nel maggio 1934 assunse il comando della Scuola di Osservazione Aerea di Cerveteri, ricoprendo contemporaneamente l'incarico di Istruttore professionale di volo e insegnante di Arte Militare Aerea.
Nel febbraio 1936 fu promosso colonnello, assumendo nel mese di agosto il Comando settore est dell'Aeronautica della Libia. Nel 1939 fu promosso generale di brigata aerea.
Prese parte alle prime operazioni belliche seguenti all'entrata in guerra dell'Italia, 10 giugno 1940, ma in seguito alla riorganizzazione delle forze italiane scomparve la denominazione di Aeronautica della Libia, che dal 15 luglio divenne 5ª Squadra aerea. A partire dal febbraio 1941 divenne Capo di stato maggiore della 5ª Squadra aerea, mantenendolo fino al febbraio 1942 quando, promosso generale di divisione aerea rientrò in Patria assegnato allo Stato Maggiore della Regia Aeronautica. Al termine del conflitto fu promosso Generale di squadra aerea , e nel luglio 1948 divenne Ispettore delle Forze Aeree e Comandante Generale della Difesa Aerea Territoriale. Nel febbraio 1951 fu nominato Segretario Generale dell'Aeronautica Militare, ricoprendo tale incarico fino al 30 aprile 1955 quando fu posto in congedo per raggiunti limiti d'età. Nominato Presidente della Commissione tecnica per la costruzione del nuovo aeroporto di Fiumicino si uccise, sparandosi alla tempia, il 29 novembre 1959.

### Annotazioni
1. ↑  Con una ferma di 3 anni.
2. ↑  Silvestri riporto fratture e lesioni multiple.
3. ↑  In Tripolitania fu insignito, a pochi mesi di distanza una dall'altra, di due Croci al merito di guerra.
4. ↑  Sempre nel mese di dicembre del 1925 sposò la signorina Carolina Pezzi di Collevecchio, matrimonio che rafforzò gli stretti legami di amicizia con Enrico e Mario Pezzi, suoi cognati e compagni d'arma.
5. ↑  Sostituì il generale di brigata aerea Egisto Perino.
6. ↑  Durante la sua permanente alla Stato maggiore fu uno dei promotori dell'Operazione S, il simbolico bombardamento di New York da effettuarsi tra il 1942 e il 1943, ma mai realizzato.
7. ↑  Con decorrenza dal 1946.
8. ↑  Secondo alcuni autori probabilmente il suicidio è da collegarsi allo scandalo dei costi per la costruzione del nuovo aeroporto di Fiumicino.

### Fonti
1. 1 2 3  Ufficio Storico dell'Aeronautica Militare 1969, p. 181.
2. ↑  Molfese 1925, p. 15.
3. ↑  Molfese 1925, p. 27.
4. ↑  Molfese 1925, p. 46, durante i preparativi per la Battaglia della Bainsizza.
5. 1 2  Lioy 1965, p. 59.
6. ↑  Lioy 1965, p. 49.
7. ↑  Fraschetti 1986, p. 95, con Regio Decreto del 20 aprile 1920 l'Aeronautica militare fu elevata ad Arma.
8. ↑  Fraschetti 1986, p. 96.
9. ↑  Fraschetti 1986, p. 110.
10. ↑  Dunning 1988, p. 4.
11. ↑  Bollettino Ufficiale 1942, dips.10, pag.493.
12. ↑  Sito web del Quirinale: dettaglio decorato.